# Rosemary Banks
Rosemary Banks (n. 1951) este un om politic neozeelandez.

## Biografie
Banks a absolvit la Universitatea din Canterbury, ca Master of Arts în limba rusă și a primit Master of Science la institutia britanică London School of Economics . In aprilie 2015 a primit un doctorat onorific de literatură de la Universitatea din Canterbury.
Este căsătorită cu Brian Lockstone.

## Carieră diplomatică
Din 1985 până în 1987 a fost Comisar a Noii Zeelande  în Insulele Solomon, iar din 1992 până în 1995, în Australia.
În perioada iunie 2005 - iunie 2009 a fost pentru Noua Zeelandă, reprezentant permanent al Organizației Națiunilor Unite în New York.
Banks a fost din 2010 până în 2014, reprezentant permanent al Noii Zeelande la OCDE. 
În plus, Banks a fost Ambasador neozeelandez în Franța și Portugalia.
În 2018 este negociatorul pentru Coroana în procesul de soluționare a litigiilor în legătură cu Tratatul de la Waitangi, și este membru al Consiliului Universitatii din Canterbury.